# Відріг Чебрецовий
Відріг Чебрецовий — ботанічний заказник місцевого значення. Об'єкт розташований на території Мелітопольського району Запорізької області, біля поля №8 сівообігу №5.
Площа — 7,5 га, статус отриманий у 1990 році.